# Dominique Le Rigoleur
Dominique Le Rigoleur est une directrice de la photographie française, née le 18 février 1949 à Paris.

## Propos
« Quand j'ai été reçue à l'IDHEC à la fin des années 60, je crois qu'il n'y avait jamais eu de femme en section image. Cette année-là, nous avons eu une chance phénoménale : tous les garçons s'étaient présentés en section réalisation. Sinon, nous ne serions jamais passées. Du coup, nous nous sommes retrouvées à trois filles et un seul garçon en section image...
Le plus pénible, c'est qu'il fallait repartir à zéro à chaque étape. Quand vous aviez réussi à convaincre qu'une femme pouvait être second assistant, tout le monde doutait quand vous deviez passer premier assistant, et ainsi de suite. Heureusement, j'ai eu la chance d'avoir le parrainage de gens formidables comme Henri Alekan, Ricardo Aronovitch et Nestor Almendros. »

## Filmographie

### Cadreuse
- 1972 : What a Flash! de Jean-Michel Barjol
- 1973 : Les Zozos de Pascal Thomas
- 1977 : Une fille cousue de fil blanc de Michel Lang
- 1984 : Un amour de Swann de Volker Schlöndorff

### Assistante caméra
- 1973 : Poil de Carotte de Henri Graziani
- 1974 : La Gueule ouverte de Maurice Pialat
- 1974 : Lancelot du lac de Robert Bresson
- 1974 : Mes petites amoureuses de Jean Eustache
- 1975 : L'Histoire d'Adèle H de François Truffaut
- 1976 : La Marquise d'O d'Eric Rohmer
- 1977 : Baxter, Vera Baxter de Marguerite Duras (première assistante)
- 1978 : Gradiva Esquisse I de Raymonde Carasco (court métrage)

### Photographe de plateau
- 1977 : L'Homme qui aimait les femmes de François Truffaut
- 1977 : Une sale histoire de Jean Eustache
- 1978 : La Chambre verte de François Truffaut
- 1979 : L'Amour en fuite de François Truffaut
- 1979 : Au bout du bout du banc de Peter Kassovitz

### Directrice de la photographie

#### Cinéma
- 1980 : Chansons souvenirs de Robert Salis (court métrage)
- 1980 : Scopitone de Laurent Perrin (court métrage)
- 1981 : Court circuits de Patrick Grandperret
- 1981 : Agatha et les Lectures illimitées de Marguerite Duras
- 1981 : L'Homme atlantique de Marguerite Duras (moyen métrage)
- 1982 : Jimmy jazz de Laurent Perrin (court métrage)
- 1982 : Toro Moreno de Gérard Krawczyk (court métrage)
- 1983 : Le bonheur est une idée neuve en Europe d'Emmanuel Bonn (court métrage)
- 1983 : Rendez-vous avec Marguerite de Nicolas Klotz (court métrage)
- 1983 : Lettres d'amours perdues de Robert Salis
- 1983 : Le Destin de Juliette d'Aline Issermann
- 1983 : Godzilla Meets Mona Lisa de Ralph Arlyck (court métrage)
- 1984 : La Triche de Yannick Bellon
- 1985 : Louise... l'insoumise de Charlotte Silvera
- 1985 : Passage secret de Laurent Perrin
- 1986 : L'Amant magnifique d'Aline Issermann
- 1986 : Cent Francs l'amour de Jacques Richard
- 1987 : La Vallée des anges d'Aline Issermann
- 1987 : Buisson ardent de Laurent Perrin
- 1987 : Résidence surveillée de Frédéric Compain
- 1988 : La Lectrice de Michel Deville
- 1990 : Dédé de Jean-Louis Benoît
- 1990 : Dames galantes de Jean-Charles Tacchella
- 1991 : Sushi Sushi de Laurent Perrin
- 1992 : L'Homme de ma vie de Jean-Charles Tacchella
- 1992 : No Dia dos Meus Anos de João Botelho
- 1992 : Thank God I'm a Lesbian de Dominique Cardona  et Laurie Colbert
- 1992 : L'Envers du décor : portrait de Pierre Guffroy de Robert Salis
- 1993 : Stella plage d'Élizabeth Prouvost (court métrage)
- 1995 : L'Homme noir de Pierre Coulibeuf (moyen métrage)
- 1997 : Le Grand Récit de Pierre Coulibeuf
- 1998 : La Vie rêvée des anges d'Érick Zonca
- 1998 : Noces de lune (Ors Al-Qamar) de Taïeb Louhichi
- 1999 : Balkan Baroque de Pierre Coulibeuf
- 2000 : La Dame pipi de Jacques Richard (court métrage)
- 2001 : Tout près des étoiles : Les danseurs de l'Opéra de Paris de Nils Tavernier
- 2003 : Clandestino de Paule Muxel
- 2004 : L'Après-midi de monsieur Andesmas de Michelle Porte
- 2005 : Emmenez-moi d'Edmond Bensimon
- 2012 : Une vie de rêve de Fleur Arens (court métrage)

#### Télévision
- 1989 : Les Jupons de la révolution, épisode Marie Antoinette, reine d'un seul amour de Caroline Huppert (série tv)
- 1989 : Condorcet  de Michel Soutter (mini série)
- 1990 : Red Hot and Blue segment You Do Something To Me de John Maybury (téléfilm)
- 1992 : Screenplay, épisode Man to Man : Another Night of Rubbish on the Telly de John Maybury (série tv)
- 1995 : La Fidèle Infidèle de Jean-Louis Benoît (téléfilm)
- 1996 : L'Embellie de Charlotte Silvera (téléfilm)
- 1996 : Mylène de Claire Devers (téléfilm)

#### Clips vidéo
- 1985 : Black Out de Luc Besson pour Richard Berry
- 1990 : Nothing Compares 2 U de John Maybury pour Sinéad O'Connor